# مویمیر چیتیل
مویمیر چیتیل (چکی: Mojmír Chytil؛ زادهٔ ۲۹ آوریل ۱۹۹۹) بازیکن فوتبال اهل جمهوری چک است.
از باشگاه‌هایی که در آن بازی کرده است می‌توان به باشگاه فوتبال سیگما اولوموتس اشاره کرد.
وی همچنین در تیم‌های ملی فوتبال زیر ۲۰ سال جمهوری چک و جمهوری چک بازی کرده است.